# Gheorghe Pantazi
Gheorghe Pantazi (n. 1911, București - d. 1989, București) a fost un țambalist, compozitor și profesor român, de etnie romă.

## Biografie
S-a născut în 1911 în București, într-o familie de muzicanți. 
Începe să studieze țambalul în anii '20 cu celebrul țambalist Lică Ștefănescu, învățând de la acesta notele muzicale. 
În perioada 1930-1940 cântă în diverse formații pe la diferite restaurante bucureștene. 
Între 1941-1944 concertează frecvent la Radio București, mai ales la „Ora răniților”.
În 1950 a fost angajat ca țambalist la Orchestra populară a Ansamblului „Doina” al Armatei, evoluând sub bagheta dirijorului Stelian Dinu.
Între 1950-1953 înregistrează piese concertante și unele compoziții la Radiodifuziunea Română.
Între 1954-1955 este primul și unicul profesor de țambal la Școala nr. 1 din București, actualul liceu de muzică „Dinu Lipatti”.
A întreprins turnee artistice în URSS, Cehoslovacia, Polonia, RDG, Iugoslavia, Bulgaria, Ungaria, Austria, Elveția, Finlanda, Israel, Egipt, Turcia, Irak, Siria, India, China, Coreea de Nord etc.
A compus și prelucrat numeroase piese de concert pentru țambal, notabile fiind: Hora de concert, Sârba de concert nr. 1, Piesa de concert nr. 5 și Piesă pentru concert de țambal.

## Distincții
- Ordinul Muncii clasa a II-a (27 iulie 1957) „cu prilejul aniversării a zece ani de la înființarea ansamblului de cîntece și dansuri al Forțelor Armate ale Repubicii Populare Romíne, [...] pentru merite deosebite în muncă”[1]

## Discografie
Înregistrările lui Gheorghe Pantazi au fost făcute la Societatea Română de Radiodifuziune pe bandă de magnetofon, unele dintre ele fiind imprimate pe un disc de gramofon și unul de vinil la casa de discuri Electrecord.
| An   | Număr de catalog | Format                 | Piese                                   | Acompaniament                                                                              |
| 1952 | EPA 1765         | shellac, 25 cm, 78 RPM | Hora de concert (Aranjament G. Pantaze) | O.M.P.R., dirijor Nicu Stănescu                                                            |
| 1976 | 45-EPC 10.495    | vinil, 17 cm, 45 RPM   | 1. Piesă de concert 2. Horă de concert  | O.M.P.R., dirijor Nicu Stănescu (1) Orchestra „Doina” al Armatei, dirijor Dinu Stelian (2) |